# أدلين ماكينلي
أدلين ماكينلي (بالإنجليزية: Adeline McKinlay)‏ هي لاعبة كرة مضرب أمريكية. هي إحدى بطلات الجراند سلام حيث حققت بطولة أمريكا الوطنية للزوجي التي أقيمت في سنة 1892 في فيلادلفيا (بنسيلفانيا).

## النهائيات

### الزوجي اللقب
| التاريخ | البطولة                     | السطح | الشريك     | المنافس                     | النتيجة  |
| 1892    | بطولة أمريكا المفتوحة للتنس | عشبية | مابل كاهيل | هيلين داي هاريس إيمي وليامز | 6–1, 6–3 |